# 大豊神社
大豊神社（おおとよじんじゃ）は、京都市左京区鹿ケ谷宮ノ前町にある神社。狛ねずみの社として有名である。近くに哲学の道が通っている。

## 歴史
仁和3年（887年）、宇多天皇の病気平癒のために尚侍藤原淑子が東山三十六峰の第十五峰目にある椿ヶ峰に、医薬の神である少彦名命を祀ったのが当社の始まりである。当社は椿峰山天神（ちんぽうざんてんじん）と呼ばれていたが、寛仁年間（1017年 - 1021年）に椿ヶ峰から現在地の鹿ケ谷へと遷された。以来この地域一帯の産土神として祀られている。
後に応神天皇と菅原道真を合祀している。
南北朝の戦いや応仁の乱で焼失するが、その都度再建されている。

## 祭神
- 主祭神 - 少彦名命、応神天皇、菅原道真

## 境内
- 本殿
- 舞殿
- 絵馬堂
- 大国社 - 祭神：大国主。社の前には狛鼠が置かれている。鼠が大国主を助けたという話からきている。
- 日吉社 - 社の前には狛猿が置かれている。猿は山王権現の使いである。
- 愛宕社 - 社の前には狛鳶が置かれている。鳶は天狗のモデルである。
- 稲荷社
- 社務所
- 御旅所 - 哲学の道の横にある。

## 交通アクセス
- 市バス「東天王町」下車、徒歩10分
- 市バス「宮ノ前町」下車、徒歩8分